# Polymixis
Polymixis é um gênero de traça pertencente à família Arctiidae.